# Lady Chatterleys älskare (film, 2006)
Lady Chatterleys älskare (franska: Lady Chatterley) är en fransk-brittisk-belgisk dramafilm från 2006 i regi av Pascale Ferran.
Filmen bygger på D.H. Lawrences roman med samma namn.

## Utmärkelser
Lady Chatterleys älskare vann bland annat Louis Delluc-priset 2006 och Césarpriset för bästa film 2007.

## Roller (urval)
- Marina Hands – Lady Constance Chatterley
- Jean-Louis Coulloc'h – Parkin
- Hippolyte Girardot – Sir Clifford Chatterley
- Hélène Alexandridis – mrs Bolton
- Hélène Fillières – Hilda
- Bernard Verley – Sir Malcolm, Constances far
- Siane Lemoine – Charlotte Parkin
- Sava Lolov – Tommy Dukes
- Michel Vincent – Marshall
- Ninon Brétécher – Emma Flint
- Jean-Baptiste de Laubier – Duncan Forbes
- Jean-Michel Vovk – Albert Adam